# Рубиано Саэнс, Педро
Педро Рубиано Саэнс (исп. Pedro Rubiano Sáenz; 13 сентября 1932, Картаго, Колумбия — 15 апреля 2024, Богота, Колумбия) — колумбийский кардинал. Епископ Кукуты со 2 июня 1971 по 26 марта 1983. Коадъютор, с правом наследования, епархии Кали с 26 марта 1983 по 7 февраля 1985. Архиепископ Кали с 7 февраля 1985 по 27 декабря 1994. Апостольский администратор Попаяны в 1990—1991. Архиепископ Боготы и примас Колумбии с 27 декабря 1994 по 8 июля 2010. Председатель епископской конференции Колумбии в 1990—1993 и в 1993—1996. Кардинал-священник с титулом церкви Трасфигурационе-ди-Ностро-Синьоре-Джезу-Кристо с 21 февраля 2001.
Умер утром 15 апреля 2024 года в своей резиденции в Боготе в возрасте 91 года.